# 異鼷鹿 (異鼷鹿科)
異鼷鹿（學名Hypertragulus）是一屬已滅絕的異鼷鹿科。牠們生存於始新世至中新世的北美洲。
異鼷鹿是原始及古代的反芻動物，外觀像鹿或麝，但卻是鼷鹿科的近親。牠們是吃水果維生的。
異鼷鹿估計重達7.29公斤。其化石分佈在墨西哥及美國等地。